# Caligo anaximandrus
Caligo anaximandrus är en fjärilsart som beskrevs av Hans Fruhstorfer 1912. Caligo anaximandrus ingår i släktet Caligo och familjen praktfjärilar. Inga underarter finns listade i Catalogue of Life.